# جيب بورتون
جيب بورتون (بالإنجليزية: Jeb Burton)‏ هو سائق سباق أمريكي، ولد في 6 أغسطس 1992 في هالفيكس في الولايات المتحدة.

## وصلات خارجية
- الموقع الرسمي
- جيب بورتون على موقع Racing-Reference.info (الإنجليزية)